# Чумаков, Александр Петрович
Александр Петрович Чумаков (бел. Аляксандр Пятровіч Чумакоў; род. 26 ноября 1941) — министр обороны Республики Беларусь (1997—2001).

## Биография
Родился 26 ноября 1941 года в Ростовской области.
Окончил Одесское Краснознаменное высшее общевойсковое командное училище и Военную академию имени Фрунзе, Военную академию Генштаба. Командовал 120-й гвардейской мотострелковой дивизией и 5-м отдельным армейским корпусом в Беларуси, 20-й гвардейской общевойсковой армией в Группе советских войск в Германии, служил начальником штаба — первым заместителем командующего войсками Краснознаменного Белорусского военного округа.
С 1991 по 1995 год проходил службу в Корейской Народно-Демократической Республике, в Приднестровском регионе Республики Молдова. С декабря 1995 по октябрь 1996 года — начальник Главного штаба Вооруженных Сил — первый заместитель министра обороны Республики Беларусь.
С октября 1996 по январь 1997 года — исполняющий обязанности, а с января 1997 по апрель 2001 года — министр обороны Республики Беларусь.
За образцовое исполнение воинского долга, поддержание высокой боевой готовности войск, обеспечение обороноспособности Республики Беларусь отмечен двумя благодарностями Президента Республики Беларусь.
В период службы в Вооружённых Силах СССР и Республики Беларусь награждён орденами «За службу Родине» первой степени, «Красной звезды», «За службу Родине в Вооружённых Силах СССР» второй и третьей степени и 33 медалями. Почётный гражданин Дубовского района Ростовской области.